# Walther Meissner
Fritz Walther Meissner (o Meißner) (Berlino, 16 dicembre 1882 – Monaco di Baviera, 16 novembre 1974) è stato un fisico tedesco.
Dopo aver studiato ingegneria meccanica e fisica all'Università di Berlino, superò il dottorato come allievo di Max Planck.
Rimase all'università di fisica come ricercatore e dal 1922 al 1925 si applicò al problema della liquefazione dell'elio. Nel 1933 scoprì l'effetto che porta il suo nome, sulle applicazioni dei campi magnetici ai superconduttori.
Alla fine della seconda guerra mondiale venne eletto presidente dell'Accademia di scienze bavarese.